# Зяблюк Надія Степанівна
Наді́я Степа́нівна Зяблю́к (нар. Ходовичі) — український етнограф, заслужений працівник культури України, старший науковий співробітник Національного музею народної архітектури й побуту України в Пирогові (1976—2012).

## З життєпису
Закінчила Львівський політехнічний інститут і Київський інститут театрального мистецтва ім. І.К.Карпенка-Карого, школу співу видатного педагога Дарії Карлівни Бандрівської – небоги славетної Соломії Крушельницької. 
За час роботи в Музеї народної архітектури та побуту України здійснила більш як 100 науково-пошукових експедицій, зібрала понад 5000 етнографічних експонатів. Автор інтер'єрів в експозиції "Полтавщина". Започаткувала і проводила в Музеї низку народно-церковних свят: "Масниця", "Вербна Неділя", "Великдень", "Андрія" та ін.
Веде науково-аналітичну роботу – має понад сто п'ятдесят наукових розвідок, статей, наукових звітів. Активно пропагує українську народну культуру в ЗМІ, є автором трьох телефільмів народознавчої тематики.
Виконавиця народних і авторських пісень; записала у фонд Національного радіо сорок українських пісень та романсів. 

## Родина
- Батько: Вайда Степан Петрович
- Мати: Михайлюк Юліана Теодорівна

## Праці
- Зяблюк Н. С. Богодухівщиною, Уманщиною: нотатки етнографа. — Київ: Веселка, 2021. — 238 с. : іл. з вкл. ISBN 978-966-01-6066-8
- Зяблюк Н. С. Мак у віруваннях, обрядах і звичаях українців / ред. М. П. Зяблюк. — Київ: Задруга, 2020. — 113, [2] с. : кольор. іл. ISBN 978-966-406-083-4

Путівник, буклет
- Музей народної архітектури та побуту України (путівник) / Сергій Верговський, Євгенія Гайова, Ніна Зозуля, Надія Зяблюк, Романа Кобальчинська, Ірина Мусатова, Раїса Свирида, Микола Ходаківський, Світлана Щербань. − К., 2007. − 56 с.
- Надежда Зяблюк, Светлана Щербань. Музей народной архитектуры и быта Украинской ССР. Экспозиция «Полтавщина и Слобожанщина»: Буклет. — Киев: Облполиграфиздат, 1986. — 8 с., ил.

- Надія Зяблюк. Родимий край Альбом пісень. 2004.